# Scotopteryx pulchrata
Scotopteryx pulchrata là một loài bướm đêm trong họ Geometridae.